# 봉명초등학교 (충북)
봉명초등학교는 대한민국 충청북도 청주시에 있는 공립 초등학교이다.

## 학교 연혁
- 1984. 12. 24 봉명국민학교 설립 인가
- 1986. 03. 05 봉명국민학교 개교(학생:1,239명 교원 : 29명 27학급)
- 1987. 02. 17 제1회 졸업식 거행
- 1996. 03. 01 봉명초등학교 명칭 변경
- 2002. 12. 31 교실 6실 증축
- 2012. 03. 01 기초학력 연구학교 도지정
- 2012. 10. 30 봉명관(다목적 교실) 건립
- 2013. 03. 01 제15대 김금자교장 부임
- 2015. 02. 16 제29회 졸업식(졸업생 86명, 총 졸업생 수 6,841명)
- 2015. 03. 01 21학급 편성(특수학급 포함)
- 2017. 03. 01

충북대·한국 교통대 교육실습협력학교 지정(2년)
- 2018. 02. 09

제32회 졸업식(졸업생 76명, 총 졸업생 수 7,062명)
- 2018. 03. 01

18대 이정순 교장 부임
- 2018. 03. 01

20학급 편성(특수학급 포함) 한국교원대·교육실습협력학교 지정(2년) 다문화 예비학교 운영

## 참고 자료
- 봉명초등학교 - 한국교육학술정보원 학교알리미